# Демонстраційна версія відеогри
Демонстраційна версія відеогри або демо-версія гри (англ. Game demo) — обмежена версія відеогри, що служить для її демонстрації і реклами і, зазвичай, поширюється безкоштовно. Демо-версія випускається до, або відразу після релізу гри і призначена для того, щоб потенційна аудиторія ознайомилася геймплеєм та іншими особливостями, і потім ухвалила рішення про купівлю або не купівлю гри. Демо-версія гри відрізняється від повної релізної версії тим, що вона містить лише основні елементи, здатні дати загальне уявлення. Зазвичай, демо-версія відеогри містить один або кілька початкових ігрових рівнів, або ж обмежує можливий час гри. Мета демо-версії — дати гравцеві уявлення про повну версію гри, але не замінити її собою.

## Історія
На початку 1990-х років поширення умовно-безкоштовних версій гри було популярним методом видання для невеликих розробників. Цієї концепції дотримувалися такі молоді на той час компанії як Apogee Software (тепер 3D Realms), Epic Megagames (тепер Epic Games) і id Software. Цей тип розповсюдження давав користувачам шанс спробувати безкоштовну частину гри до того, як вирішити, купувати повну версію, чи ні. Зазвичай, безкоштовна частина являла собою перший епізод чи секцію гри. Стійки з іграми на дискетах формату 5 1/4 «і пізніше 3.5» були поширені в багатьох крамницях і їх вартість була дуже низькою. Оскільки shareware-ігри по-суті були безкоштовними, в ціну входила лише вартість носія, упаковки та поставки товару. Іноді диски з демо-іграми поміщалися всередину упаковок з диском іншої гри, виданої цією ж компанією, як додаток.